# Hôtel de Matignon

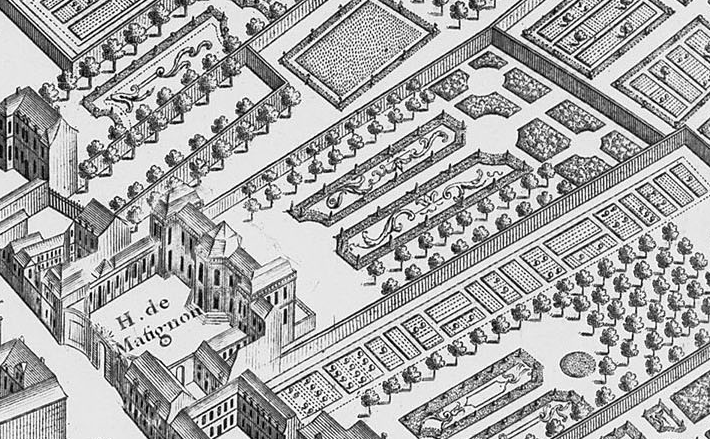
El Hôtel de Matignon hacia 1737 según el Plano de Turgot.

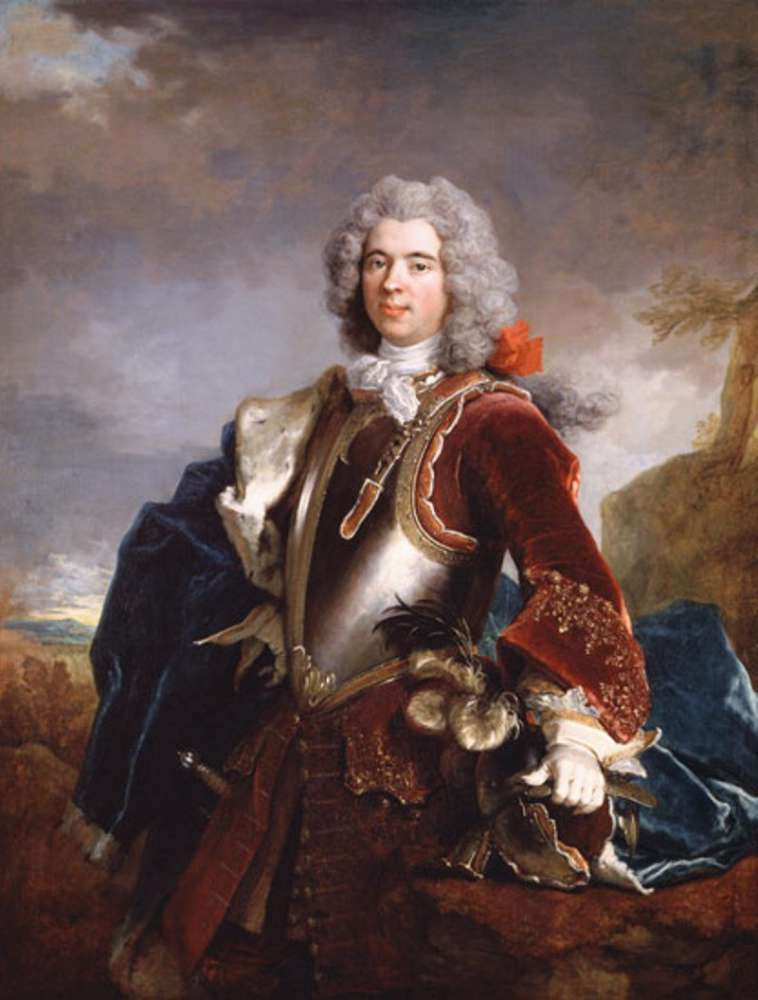
El príncipe Jaime I de Mónaco por Nicolas de Largillière.

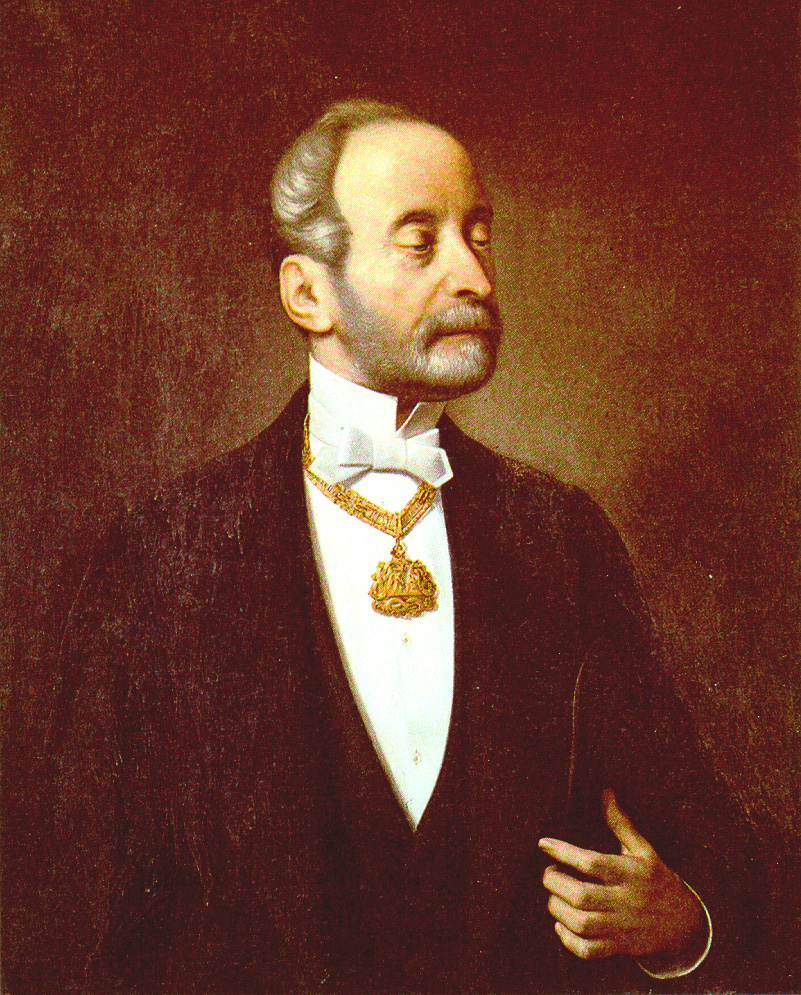
El duque de Galliera.

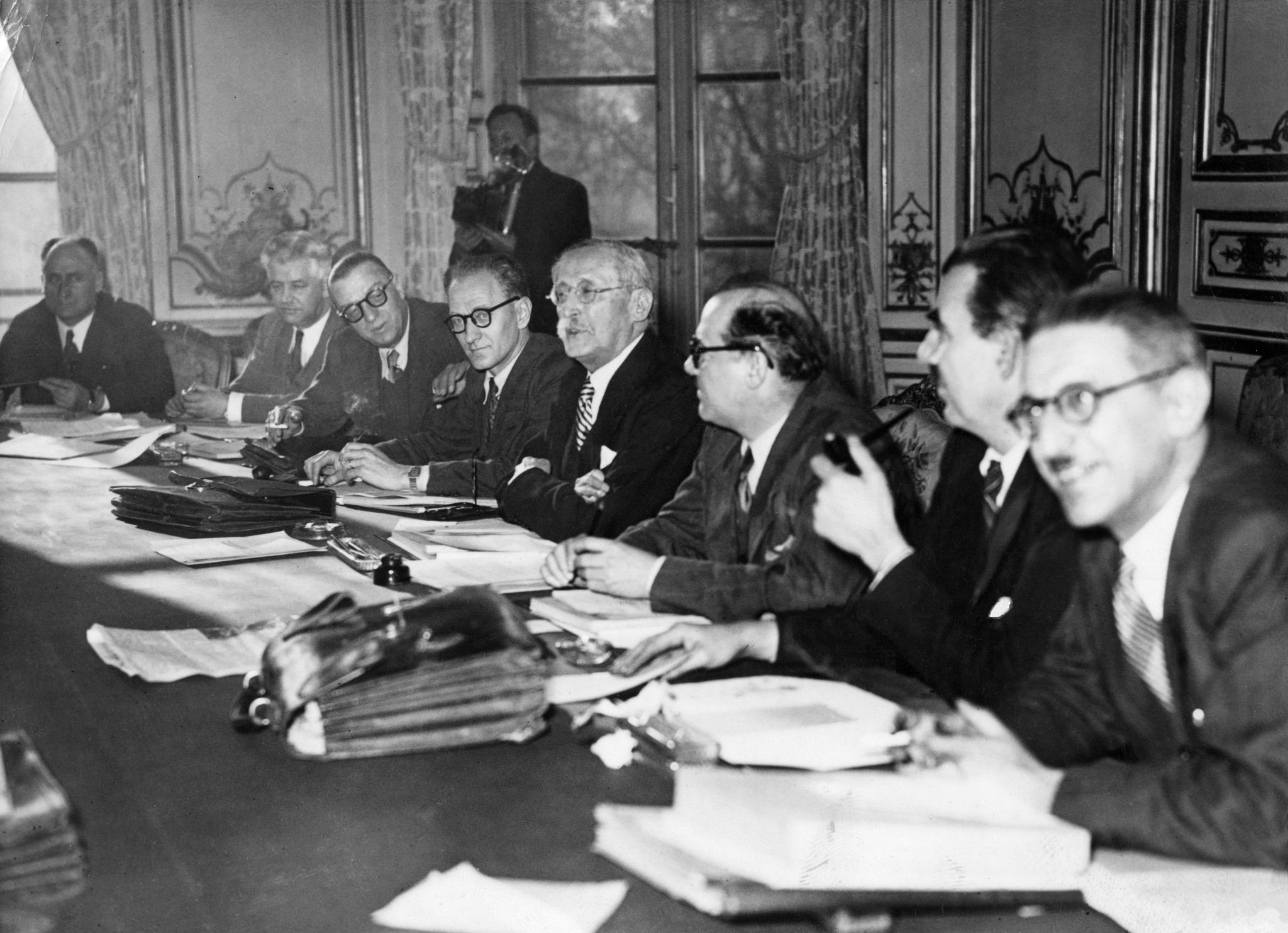
Léon Blum rodeado por los ministros de su tercer gobierno en la sala del consejo de1946.

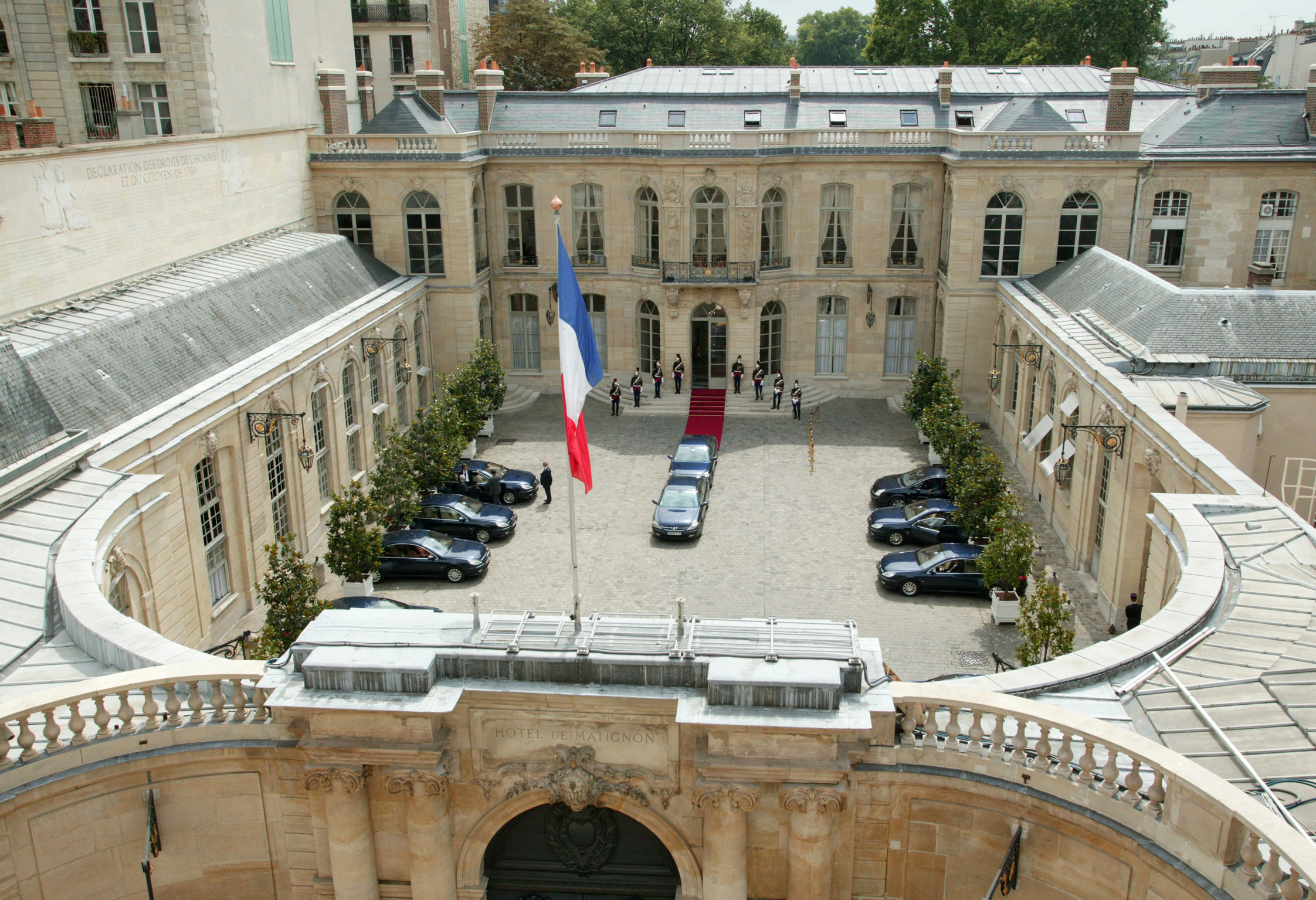
El Hotel Matignon.

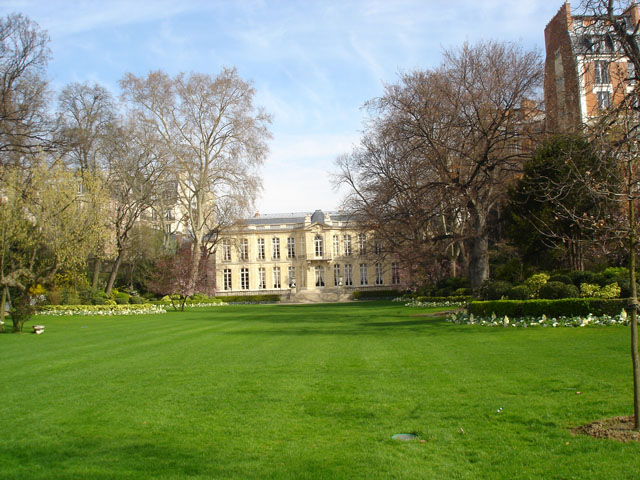
El parque que rodea el Hotel Matignon.

El Hôtel de Matignon es un hôtel o palacete que sirve de residencia oficial al primer ministro del Gobierno de Francia. Está situado en el número 57 de la rue de Varenne en el VII Distrito de París.
Cuenta con una parte baja, un primer piso, un patio y un parque que rodea todo el edificio. En la parte baja se encuentran cuatro salones: la galería del consejo, el salón amarillo, el salón azul (usado para recibir a los visitantes ilustres) y el salón rojo. En la planta superior se ubican: el despacho del primer ministro, una sala de reuniones, un comedor y varias dependencias privadas.

## Historia
Fue construido por orden de Christian-Louis de Montmorency-Luxemburgo, príncipe de Tingry y Mariscal de Francia, quien encargó la obra al arquitecto Jean Courtonne, en 1722, sobre un terreno adquirido tres años antes por 91 000 Libras. Al resultar las obras mucho más costosas de lo inicialmente previsto, el príncipe se vio obligado a venderlo antes de que fuera concluido a Jacques III de Goyon, conde de Torigni, el 23 de julio de 1723. El nuevo comprador fue apartando al arquitecto inicial de la obra hasta sustituirlo totalmente en los primeros meses de 1724 por Antoine Mazin. Aun así cuando este se hizo cargo del proyecto el grueso de la obra ya estaba concluida y Mazin se limitó a construir la entrada del edificio. Al fallecer Jacques III de Goyon y de Matignon el 14 de enero de 1725 la construcción fue heredada por su hijo (Jacques IV de Goyon) el cual se casó con Luisa Hipólita de Mónaco, convirtiéndose así en Príncipe de Mónaco y transmitiendo el edificio a los descendientes de dicha casa principesca. Estos la conservaron hasta 1802, año en que se vieron obligados a venderla a la bailarina Anne Éléonore Franchi y a su amante, el banquero Quentin Crawford.
En 1808, la pareja cedió el edificio a Charles Maurice de Talleyrand quien lo usó para celebrar cenas y bailes donde se citaba la alta burguesía europea. 
En 1816, al inicio de la Restauración, Luis XVIII lo intercambió por el Palacio del Elíseo con Batilde de Orleans, duquesa de Borbón, quien lo cedió a una comunidad religiosa hasta su fallecimiento en 1822. Fue heredado por su sobrina nieta, Adelaida de Orleans, hermana del futuro Luis Felipe I de Francia quien trasladó la comunidad religiosa a la calle Picpus con el propósito de poder alquilar la residencia a un acaudalado coronel norteamericano llamado Herman Thorn que permaneció en ella hasta 1848.
Bajo el Segundo Imperio fue adquirido por Rafael de Ferrari, duque de Galliera. El 14 de mayo de 1886 el edificio sirvió de marco a la boda de la princesa Amelia de Orleans con el heredero al trono de Portugal. La ceremonia tomó tales proporciones que el presidente del Consejo de la época decidió promulgar de urgencia la conocida como Ley del exilio, contra la casa de Orleans, con el fin de echar del país a todos los pretendientes al trono de Francia. Decepcionada por la decisión tomada, la duquesa de Galliera abandonó París no sin antes ceder el edificio al emperador austro-húngaro para que este utilizara la residencia como embajada de su imperio en Francia. 
Durante la Primera Guerra Mundial fue requisado y puesto bajo administración judicial al considerar que era un bien del enemigo hasta que en 1922, el Estado francés optó por comprarlo. Tras barajar varias utilizaciones posibles, Gaston Doumergue lo declaró bien de interés artístico convirtiéndolo en la residencia oficial del Presidente del Consejo en 1935. Pierre-Étienne Flandin fue su primer inquilino. Un año más tarde Léon Blum firmaría en su interior los conocidos como acuerdos de Matignon (donde se fijaban las 40 horas semanales y las vacaciones retribuidas). 
Aunque la Segunda Guerra Mundial supuso un paréntesis en su utilización como residencia oficial, el general Charles de Gaulle, la recuperó el 25 de agosto de 1944, reuniendo el Consejo provisional de la República en su interior. Recuperada como sede del Presidente del Consejo, en 1958, con la proclamación de la V República su inquilino pasó a llamarse primer ministro.
En la actualidad la residencia es ocupada por François Bayrou.

## Parque
El edificio tiene detrás un parque de tres hectáreas, el mayor parque privado de París. Fue diseñado en 1902 por Achille Duchêne.
Alberga más de un centenar de especies diferentes. Desde Raymond Barre, todos los primeros ministros que pasaron por Matignon (a excepción de Jacques Chirac) han plantado en él un árbol a su llegada.
- Raymond Barre: arce plateado (Acer saccharinum)
- Pierre Mauroy: roble de Hungría (Quercus frainetto)
- Laurent Fabius: roble de los pantanos (Quercus palustris)
- Michel Rocard: liquidámbar americano (Liquidambar styraciflua)
- Pierre Bérégovoy: tulipero (Liriodendron tulipifera)
- Édith Cresson: árbol de los cuarenta escudos (Ginkgo biloba)
- Édouard Balladur: arce plateado (Acer saccharinum)
- Alain Juppé: katsura (Cercidiphyllum)
- Lionel Jospin: olmo (Ulmus 'Wanoux')
- Jean-Pierre Raffarin: árbol del hierro (Parrotia persica)
- Dominique de Villepin: roble común (Quercus robur)
- François Fillon: Cornus controversa
- Jean-Marc Ayrault: Magnolia (Magnolia grandiflora)
- Manuel Valls: roble común (Quercus robur)
- Bernard Cazeneuve: Magnolia kobus
- Édouard Philippe: manzano (Malus domestica)